# 新界原居民
新界原居民（しんかいげんきょみん、英語 Indigenous inhabitant）とは、香港においてイギリス植民地となる以前より居住していた住民の男系子孫である。原居民の村落は、租借地であった新界にのみ存在する事から、単に「原居民」とも呼ばれる。

## 概要
原居民の郷村は約700あり、現在の新界の人口のうちの約10%を占めると言われる。一般の香港住民は広州市や仏山市の周辺をルーツにもつ広東人が大多数だが、原居民の約半数は客家人で、最も多い。次いで、深圳周辺を中心に分布する「本地」（広東語 プンテイ）または「囲頭人」（ワイタウヤン）と呼ばれる人が多く、3割強を占める。広東語の下位方言である宝安方言、俗にいう「囲頭話」を話す。「囲頭」または「囲」というのは、集落の周りに築かれた城壁のような防護壁を指す。客家人も同じような城壁を築いて住んでいたが、出身地は広東省東部が多く、使用する言葉も客家語で異なる。他には、俗に「鶴佬」（ホクロウ）と呼ばれる潮州人と、「蜑家」（タンカ）と呼ばれる水上居民（蛋民）系の住民の内、陸上に生活していた人たちが少数含まれる（当時、船上で生活していた大多数の蛋民は含まない）。
中国本土からの移入者およびその子孫である一般香港住民とは違い、特殊な権利や地位が植民地時代より認められている。原居民が他の地区や香港の外に出ても、香港におけるその地位が失われる事はない。返還後も、香港特別行政区基本法第40条において、その特殊な地位と制度が保証されている。

## 伝統的権利
原居民には、伝統的な習慣や生活を守るため、特殊な権利や待遇が認められている。男系宗族の維持を図るため、遺産相続は男子が継承することになっている。また、郷村落の土地家屋に香港政府が課税する事は出来ない。その移転を求める際も、十分な補償が行われなければならない。さらに、死者の埋葬についても公共墓地ではなく、郷村付近の山林に埋葬することが認められている。
もともと原居民を含む中国系住民については、イギリス領有後も慣習法として従来の清国法（大清律例）がそのまま適用されてきた。例えば死刑執行の場合、イギリス人やその他外国人は絞首刑であったのに対し、中国系の場合は斬首刑であった。清囯は1912年に滅亡し、中国本土の法制度は中華民国法に取って代わられたが、香港においては大清律例が効力を有し、約60年後の1971年まで存続し続けた。
1971年、最後まで残った大清律例の婚姻関係法の成文法化が行われたが、原居民は特例として従来通りの権利が認められることになった。

## 原居民の政治組織
原居民の郷村落では、村長選挙が行われる。その選挙権は、男性の原居民にのみ認められている。2000年に性や出身に基づく差別だとして違憲判決が出たが、制度の廃止には至らなかった。その代わりに、2003年より原居民を代表する村長と、一般住民を代表する村長が並立することになった。
郷議局 (Heung Yee Kuk) は、1926年に設置された。1959年に「郷議局條例」が施行され、香港政府の法定機構となった。かつて存在した区域市政局では、郷議局主席（1名）および副主席（2名）が当然（兼職）議員のポストを得ていた。郷議局は立法会選挙における「功能組別」の一つであり、同主席を立法会議員として送り込んでいる。
郷事委員会 (Rural committee) は、郷議局の下部組織で、香港全域で27ある。その主席は、郷議局議員および所在地域の区議会当然議員を兼務する。
2004年に選出された第2期立法会では、こうした原居民の政治組織に属する議員が4名いる。また、一般的に保守派（一部左派）に近いことから、中国政府との関係も良好である。このように香港政界での原居民のプレゼンスが高いことから、原居民出身の政治家は、郷事派と呼称される。